# Bodegón con cacharros, fruta, pepinillo y pimientos (Zurbarán)
Bodegón con cacharros, fruta, pepinillo y pimientos es uno de los pocos bodegones conocidos atribuidos a Francisco de Zurbarán que han sobrevivido hasta la actualidad. Este lienzo se atribuye a la etapa central de la producción del maestro extremeño.                                                                                                                                                                                                                                                      

## Síntesis
En la pintura española del Siglo de Oro, el bodegón sin figuras era considerado un género artístico inferior a la pintura de historia, al retrato y a la pintura del paisaje. Sin embargo, en aquel contexto, se consideraba que los elementos naturales y cotidianos podían reflejar la presencia divina, según se desprende de los Ejercicios espirituales de Ignacio de Loyola, o de algunos párrafos de obras de Fray Luis de Granada y de san Juan de la Cruz. Tal vez por ello, los bodegones españoles barrocos, en general, son muy diferentes de los contemporáneos del Siglo de oro neerlandés. Los escasos bodegones conocidos de Zurbarán, en los que se representan humildes vasijas de barro o platos de metal con frutas, impresionan tanto por su maestría técnica, como por su serena quietud y misterio, exentos tanto de dramatismo como de opulencia.

## Descripción
Datos técnicos y registrales
- Colección privada;
- Pintura al óleo sobre lienzo. 47 x 74,5 cm;
- Fecha de realización: ca. 1644-1645;
- Catalogado con el número 193 en el catálogo razonado y crítico de obras de Zurbarán, realizado por Odile Delenda.

### Análisis de la obra
La composición de esta obra no es tan simétrica como la de los otros bodegones atribuidos a Zurbarán. Como en estos, los objetos están individualizados con fuerza y carácter, demostrando la agudeza de observación y la maestría técnica del pintor. En el centro de la pintura, hay una canasta de mimbre sin asas —pintada con gran precisión— rebosante de racimos de uvas y de manzanas amarillas, con sus hojas marchitas. Aunque su forma sea diferente, recuerda a la que aparece en el Bodegón con cidras, naranjas y rosa. En la parte derecha, está representado un búcaro de barro rojo.
En el lado izquierdo, se representa una lujosa copa o bernegal, colocada encima de una salva. Ambos objetos son de plata sobredorada, y están adornados con botones de esmalte. El borde de la copa está formado por ocho porciones en forma de cuarto de esfera, mientras que el de la salva forma una serie de acanaladuras horizontales. La copa es muy parecida a la que Felipe IV de España obsequió a María de Jesús de Ágreda, y que se conserva en el Museo Sor María Jesús de Ágreda. Esparcidos por el tablero y en primer plano, hay un pepino y dos pimientos, todos ellos representados con una textura casi tangible.
La composición tiene una estructura ternaria, formada por tres objetos principales: el cesto contiene tres manzanas —posible alusión al pecado original—, y tres clases de uvas —tal vez símbolo de la Eucaristía—, mientras que sobre el tablero hay tres legumbres dispersas. Esta estructura podría apuntar a la Santísima Trinidad. Por todo ello, se ha querido ver en este bodegón una significación religiosa, que quizás en realidad no exista.

## Procedencia
1. Londres, Trafalgar Galleries, 1976;
2. Vaduz (Liechenstein), Kresidin Foundation;
3. Londres, Nueva York, mercado del arte 2002-2007;
4. Colección privada.[7]